# Guantánamo
Guantánamo este un oraș-port în sud-estul Cubei, capitala provinciei cu același nume. Este oraș universitar. Este un loc notabil mai mult prin învecinarea cu Baza militară americană de la Guantánamo Bay.

## Închisoarea de la Guantánamo Bay
O bază navală americană este situată în sudul orașului, la 15 km distanță, și are o suprafață de 117,6 kmp în jurul golfului Guantánamo, interzicând astfel orașului accesul direct la mare. Baza adăpostește în permanență vreo 7000 de militari americani și familiile lor, trăind aproape într-o autarhie. Ocupat din timpul războiului hispano-american din 1898, teritoriul este închiriat de guvernul american pentru suma de 4085 de dolari. Deși chiria este plătită anual prin emiterea unui cec de către SUA, Fidel Castro a afirmat mereu că statul cubanez nu a vrut să încaseze niciodată vreun cec. Baza nu poate fi cedată decât cu acordul ambelor părți.

Închisoarea americană înființată pe teritoriul bazei este cunoscută în toată lumea și a fost înființată după atacurile teroriste de la 11 septembrie 2001. Inițial, ea trebuia să fie doar un centru de detenție temporar, un loc unde să fie adunați „cei mai răi dintre cei răi” (teroriști), dar după aproape doi ani a fost transformată într-o închisoare permanentă. 660 de adulți și trei copii sunt ținuți într-o „gaură neagră” legală, fără nici o legătură cu lumea exterioară și fără ca deținuții să știe dacă vor fi acuzați sau eliberați. Unii pretind că închisoarea a devenit un experiment pe termen lung în tehnicile de interogare. „Auzi comentarii de la comandantul închisorii despre cum își îmbunătățesc în mod constant tehnicile de interogare. Experimentează, pur și simplu, în zonele lor de interes” –  a declarat Richard Bourke, avocat în Louisiana.

### Prizonierii închisorii Guantánamo Bay
Alții susțin că prizonierii de la Camp Delta, cum mai e numită închisoarea, sunt supuși torturilor psihice, deși în primele șase luni la interogatorii se folosesc tehnici cunoscute sub numele de „stres și duritate” pentru a-i intimida și îmblânzi pe deținuți. Astfel de tehnici includ privarea de somn, expunerea la condiții extreme și obligarea de a sta în poziții incomode. Dar avocații spun că prizonierii au de-a face cu o formă de tortură psihică prin faptul că li se refuză informații despre viitorul lor sau accesul la consiliere legală. Sunt obișnuite rapoartele de sinucidere și, recent, Louise Louk, ofițer-medic în cadrul spitalului închisorii, a dezvăluit că unul din cinci prizonieri primește medicație pentru ceea ce el a numit „depresie clinică”. Legat de acest fapt, Amanda Williamson, purtător de cuvânt al Comitetului Internațional al Crucii Roșii, singura organizație non-guvernamentală căreia i s-a permis să viziteze închisoarea, semnala:
„După mai bine de 18 luni de detenție, prizonierii nu au nici cea mai mică idee despre soarta lor, nici un mijloc de a recurge la un mecanism legal. Au fost plasați într-un vacuum legal, o gaură neagră legală. Acest lucru este inacceptabil”.

### Punctul de vedere al SUA
În ciuda acestor critici, atitudinea SUA apare clară. Nu a acuzat nici un prizonier închis la Guantanamo Bay, dar nici nu există vreun plan de a-i elibera în curând. Deși câțiva dintre cei mai bătrâni și cei mai bolnavi au fost repatriați, autoritățile SUA construiesc noi clădiri adiacente, refac gardul de sârmă ghimpată și înconjoară zona cu ziduri solide.
Generalul Geoffrey Miller, comandantul bazei militare de la Guantánamo, a declarat într-un interviu că prizonierii nu sunt supuși nici unui contact fizic, nici unei situații stresante sau privare de somn în timpul interogatoriilor. El a arătat că interogatorii „au muncit enorm pentru a deveni interogatori strategici și de a ajuta națiunea noastră. Ei știu mai multe despre deținuți decât oricine altcineva”. Interogatoriile reiau de cinci ori informația obținută cu 10 luni în urmă de la același deținut. Așa-numitele „echipe Tiger” caută informații tactice despre prizonieri, în momentul în care au fost capturați, despre cum își recrutează noi adepți organizațiile teroriste, cum își fac planurile și modul cum se finanțează. CIA nu interoghează împreună cu echipele Tiger, ci fac propriile investigații.

### Poziția Curții Supreme de Justiție
La sfârșitul anului trecut, Curtea Supremă de Justiție a SUA a anunțat că va examina dacă Guantanamo Bay cade în jurisdicția statului american. S-a pretins că această închisoare e în afara jurisdicției SUA și că prizonierii nu sunt astfel sub protecția constituției SUA. Dacă Curtea Supremă va plasa Guantanamo Bay în jurisdicția legală a SUA, vor urma șiruri de procese prin care se va cere punerea sub acuzare a prizonierilor sau eliberarea lor.

### Viața gardienilor
Viața „înconjurată de sârmă ghimpată” este dură. Aproape 135 de gardieni muncesc zilnic cu luptătorii talibani și Al-Qaida, schimbându-le lenjeria, escortându-i la dușuri, hrănindu-i și stând tot timpul la pândă pentru orice surpriză, sub un soare cubanez fierbinte. Când sunt înjurați sau jigniți, ei trebuie să răspundă prin rapoarte scrise. Când deținuții încearcă să se sinucidă, folosind lenjeria sau propriile haine, gardienii sunt cei care-i găsesc. Este un stres imens.
Înainte de a ajunge la Guantanamo Bay, gardienii se întâlnesc cu un psiholog pentru a afla ce-i așteaptă acolo. La fiecare șase săptămâni se întâlnesc cu o echipă de combatere a stresului și pleacă pentru deconectare și antrenament. Atât de solicitantă este misiunea încât recent au fost mutați cu locuințele departe de închisoare, pentru a scăpa de tot ce înseamnă viața de acolo.
Singurele zile bune ale prizonierilor se pare că sunt cele când dorm sau sunt obosiți. Gărzile au învățat că nu trebuie să se atingă de obiectele deținuților: Coranul, dat fiecăruia, preșulețul sau celelalte accesorii pentru rugăciune, uleiuri sau săgeata indicând Mecca. Insultele deținuților pot fi uneori surse de amuzament. Adora să-i numească pe gardieni măgari, crezând că astfel îi jignesc. Dar apoi urmează scuipăturile sau apa aruncată peste ei, dacă un gardian ignoră, să zicem, cererea de pastă de dinți a unui deținut. Uneori amestecă săpun în apă și-l aruncă peste gardieni.
Din patru gardieni la fiecare bloc de 48 de celule, doi patrulează tot timpul, văzând pe fiecare deținut la un interval de 30 de secunde. Conversațiile lor trebuie să rămână pur operative, dar dacă un prizonier întreabă, de exemplu, unde se află, gardianul nu poate răspunde. Între 12-15% dintre gardieni sunt femei, care îndeplinesc toate serviciile, mai puțin escorta la dușuri. Prezența femeilor nemulțumește deținuții. Sergentul Jen McWilliams spune că unii refuză să primească ordine de la o femeie, iar alții se dezbracă atunci când le văd.
Potrivit gardiencei Williams, 70 de deținuți au fost repatriați, națiunile lor urmând să decidă dacă-i condamnă sau nu. Cei trei copii care sunt închiși aici au vârste între 13-16 ani, trăiesc într-un bloc separat și au fost recomandați pentru repatriere.

### Viața religioasă a prizonierilor
Anul trecut, un capelan musulman din marină conducea chemarea la rugăciune. De cinci ori pe zi, locotenentul Abuhena Saif-ul-Islam îi chema, prin megafon, la rugăciune. Uneori se plimbă prin închisoare, stând de vorbă cu deținuții printre gratii. Întrebat dacă legile confidențialității l-ar împiedica să dezvăluie o posibilă amenințare la adresa SUA, el a spus că ar trebui să se decidă cum să aducă la cunoștința superiorilor acea informație. Deoarece este legat prin jurământul confidențialității, dacă aude despre o potențială problema va trebui să hotărască singur cum să păstreze confidențialitatea și în același timp să prevină situația.
De când căpitanul James Yee a fost însărcinat cu securitatea la Guantanamo Bay, nu numai că nu mai există un capelan acolo, dar nici confidențialitate nu mai există. „Conținutul conversației nu este  confidențial. Îi las să știe asta de la început” – afirmă maiorul Daniel Odean, preot. Un nou capelan musulman urmează să sosească în curând. Până acum închisoarea a avut șase preoți creștini, cărora deținuții, predominant musulmani, nu li se confesează. Odean spune că funcția de bază a preoților este de a furniza deținuților accesoriile necesare pentru rugăciune. Cu deținuții se întâlnesc totdeauna la cererea acestora, într-o „zonă neutră”, pentru intimitate.
Gardienii transmit cererile deținuților prin computer, apoi preoții răspund. Cererile implică, de obicei, doar accesoriile pentru rugăciune, neexistând o relație de consiliere. Uneori deținuții își conduc singuri rugăciunile, majoritatea cunoscându-se între ei și având conducătorii lor.

### Accesul presei
În luna noiembrie, 2003, un reporter de la „Military Times” a făcut o documentare de trei zile la închisoarea Guantanamo Bay. Vizita a făcut parte dintr-un tur media bine regizat, care se ține în fiecare săptămână pentru a transmite mesajul că deținuții – „luptătorii inamici” – sunt tratați în mod corect și uman. După descrierea jurnalistului, reporterii au trebuit să semneze, mai întâi, o înțelegere prin care se obligau să nu pună întrebări despre investigațiile în curs. Li s-a interzis să vorbească cu translatorii sau cu oricare dintre cei implicați în interogatorii. 
La Camp Delta, unde li s-a spus că trăiesc deținuții, au văzut un corp de celule goale, în care, de asemenea, fotografiatul era interzis. Celulele aveau în interior o «toaletă asiatică» (o gaură în podea cu două locuri pentru picioare), o chiuvetă, un sticker cu o săgeată indicând Mecca și un covoraș pentru rugăciune. Deținuții erau chemați la rugăciune de pe un CD difuzat în întreaga închisoare.
„Toate cele trei blocuri de maximă securitate arată la fel”, ni s-a spus, deși „deținuți problemă” există. Ni s-a menționat că se trăiește mai bine în blocul patru, de securitate medie, lucru care părea evident când am văzut un deținut stând întins la umbra unei mese de picnic, zâmbind reporterilor prin gardul de sârmă ghimpată. Alți doi, purtând hainele albe specifice celor din blocul patru, stăteau cu picioarele încrucișate pe un covoraș de rugăciune. Nici un covoraș monocromatic în acest loc. «Numim acest loc pământul promis. Dacă trebuie să te afli într-un astfel de mediu, îți dorești să fii aici», ne-a precizat colonelul Nelson Cannon”.
În interiorul celulei comune se aflau, pe rafturi șampoane antimătreață, diferite jocuri, cărți și un congelator plin cu gheață. 44 de camere de luat vederi sunt tot timpul «cu ochii» pe ei, dar pot folosi baia în mod privat. Afară, lângă zona de picnic, se află o plasă de volei, un teren de fotbal și postere ale soldaților americani reconstruind Afghanistanul. „Mesajul este că lucrurile se îmbunătățesc. Vestea bună e că soldații se implică, reconstruiesc clădiri, le predau copiilor”, le-a spus Cannon.

### Tratamentul medical
În apropiere de blocul patru se află spitalul, o construcție albă, curată, care e probabil și cel mai răcoros loc din închisoare. Aici jurnaliștii au aflat că majoritatea pacienților sunt cu probleme de stomac, răni de la sport, mulți dintre deținuți preferând să joace fotbal în timpul liber. După declarațiile căpitanului Steve Edmonson, comandantul spitalului, în acest loc au fost tratați mai bine de 20 de deținuți, după tentative de sinucidere, inclusiv un tânăr aflat în comă timp de trei luni. Doctorii se confruntă cu o gamă largă de probleme mentale, având pacienți care au venit aici cu schizofrenie. Alții nu au beneficiat niciodată de tratament medical și au fost vaccinați pentru prima oară. Totodată, comandantul spitalului a adus la cunoștință reporterilor că tuberculoza a fost un motiv de îngrijorare pentru cadrele medicale de aici, înregistrându-se chiar câteva cazuri de malarie. La sfârșitul articolului, jurnalistul se asociază opiniilor multor critici fiind de părere că „problema nu este că prizonierii sunt captivi, ci faptul că sunt ținuți aici fără a fi acuzați, fără a avea acces la avocați sau tribunale”.

## Personalități născute aici
- Javier Perez-Capdevila (n. 1963), om de știință;
- Manolo Poulot (n. 1974), judoka;
- Annia Hatch (n. 1978), gimnastă;
- Yuriorkis Gamboa (n. 1981), boxer;
- Yarisleidis Cirilo Duboys (n. 2002), sportivă la canoe sprint⁠(d).